# Piotr Krawczyk (dyplomata)
Piotr Jan Krawczyk (ur. 16 czerwca 1978) – polski analityk, dyplomata, urzędnik państwowy i pułkownik wywiadu RP. W latach 2016–2022 szef Agencji Wywiadu.

## Życiorys
Jest absolwentem Uniwersytetu Warszawskiego, na której to uczelni w 2004 ukończył stosunki międzynarodowe oraz orientalistykę ze specjalnością w zakresie iranistyki. W 2001 studiował w Uniwersytecie Tarbiyat-e Modarres w Teheranie jako stypendysta rządu irańskiego. W latach 2002–2004 był pełnomocnikiem rektora UW ds. studentów międzynarodowych.
Jako dyplomata w latach 2007–2008 był I sekretarzem i konsulem w Ambasadzie RP w Kabulu, natomiast w latach 2011–2012 był sekretarzem Międzyresortowego Zespołu ds. Afganistanu w Departamencie Azji i Pacyfiku, z kolei w latach 2012–2015 pracował w Ambasadzie RP w Ankarze jako zastępca Ambasadora RP, kierownik Wydziału Polityczno-Ekonomicznego w latach 2012–2013.
Jako analityk w latach 2005–2007 był ekspertem w Departamencie Kaukazu i Azji Centralnej w Ośrodku Studiów Wschodnich, natomiast w latach 2008–2010 był samodzielnym pracownikiem naukowym i kierownikiem projektu badawczego (Iran, Afganistan, Pakistan) w Polskim Instytucie Spraw Międzynarodowych, a także członkiem sieci międzynarodowych ekspertów ds. Afganistanu w Międzynarodowego Instytutu Badań Strategicznych w Londynie.
W latach 2004–2005 był tłumaczem i doradcą w Sztabie Międzynarodowej Dywizji Centrum Południe w Iraku. W latach 2010–2011 był doradcą politycznym dowódcy Kontyngentu Polskich Sił Zbrojnych w Afganistanie w Siłach Zadaniowych Biały Orzeł w Ghazni.
8 grudnia 2015 premier Beata Szydło powołała Piotra Krawczyka na stanowisko Zastępcy Szefa Agencji Wywiadu. 27 września 2016 powierzyła mu pełnienie obowiązków Szefa AW. 28 grudnia 2016 został mianowany szefem Agencji Wywiadu. Wcześniej uzyskał on pozytywną opinię Prezydenta RP, Kolegium ds. Służb Specjalnych oraz Komisji ds. służb specjalnych. W sierpniu 2022 podał się do dymisji, motywując to powodami osobistymi. 
Zna trzy języki obce: angielski, perski i rosyjski.
Trenuje biegi długodystansowe. Lubi czytać książki.
Jest żonaty, ma troje dzieci.

## Odznaczenia
Został odznaczony medalami „Za zasługi dla obronności kraju”, NATO Non-Article 5 ISAF, Afghanistan Campaign Medal, a także Gwiazdą Afganistanu i Gwiazdą Iraku.